# 1953-as magyar férfi vízilabdakupa
A magyar férfi vízilabdakupa 1953-as kiírását a Bp. Honvéd nyerte. Az 1953-as OB I hat csapata (Bp. Vasas, Szolnoki Dózsa, Bp. Honvéd, Bp. Kinizsi, Egri Fáklya, Vasas Izzó) a selejtező harmadik fordulójában, az 1952-es magyar férfi vízilabdakupa döntősei (Bp. Dózsa, Bp. Vörös Lobogó) a negyeddöntőben kapcsolódtak be a küzdelembe. Döntetlen esetén kétszer 3 perces hosszabbítás következett, ha ezután is döntetlen az eredmény, akkor 5 perc szünet után a győztes gólig tartott a mérkőzés.

## Eredmények

### Selejtező

#### 1. forduló
játéknapok: november 7., 8., 9., 14., 15.
| 1. csapat         | Eredmény | 2. csapat                 |
| ----------------- | -------- | ------------------------- |
| Bp. Haladás       | 1–2      | Gheorghiu Dej Hajógyár    |
| Bp. Fáklya        | 7–2      | Vörös Lobogó III. kerület |
| Vasas MÁVAG       | 9–0      | Miskolci Haladás          |
| Bp. Főkapitányság | 8–1      | Komlói Bányász            |
| Csepeli Vasas     | 7–1      | MÁVAUT                    |
| M. Gyárépítők     | 2–6      | Ceglédi Lokomotív         |
| Vasas Forgácsoló  | 5–1      | Keltex                    |
| Bp. Spartacus     | 2–5      | Bp. Lokomotív             |
| Bp. Szikra        | 18–1     | Gyöngyösi Kinizsi         |
| Vasas Dinamó      | 4–8      | Miskolci Dózsa            |
| 45. sz. Építők    | 5–4      | Bp. MTSK                  |

#### 2. forduló
játéknapok: november 21., 22., december 5.
| 1. csapat         | Eredmény | 2. csapat              |
| ----------------- | -------- | ---------------------- |
| Csepeli Vasas     | 10–0     | Vasas Forgácsoló       |
| Vasas MÁVAG       | 13–0     | Bp. Főkapitányság      |
| Miskolci Dózsa    | 2–8      | Bp. Fáklya             |
| Ceglédi Lokomotív | 4–8      | Bp. Szikra             |
| 45. sz. Építők    | 2–3      | Gheorghiu Dej Hajógyár |
| Bp. Lokomotív     | erőnyerő |                        |

#### 3. forduló
játéknapok: november 24., december 5., 6., 8.
| 1. csapat     | Eredmény | 2. csapat              |
| ------------- | -------- | ---------------------- |
| Vasas Izzó    | 1–2      | Gheorghiu-Dej Hajógyár |
| Bp. Kinizsi   | 10–0     | Vasas MÁVAG            |
| Bp. Lokomotív | 3–4      | Egri Fáklya            |
| Bp. Vasas     | 7–0      | Csepeli Vasas          |
| Bp. Honvéd    | 5–0      | Bp. Szikra             |
| Bp. Fáklya    | 1–5      | Szolnoki Dózsa         |

### Negyeddöntő
játéknap: december 12., 13.
| 1. csapat        | Eredmény | 2. csapat              |
| ---------------- | -------- | ---------------------- |
| Egri Fáklya      | 1–2      | Gheorghiu-Dej Hajógyár |
| Bp. Vörös Lobogó | 3–2      | Bp. Kinizsi            |
| Bp. Vasas        | 5–1      | Szolnoki Dózsa         |
| Bp. Dózsa        | 2–3      | Bp. Honvéd             |

### Elődöntő
játéknap: december 19.
| 1. csapat              | Eredmény | 2. csapat        |
| ---------------------- | -------- | ---------------- |
| Gheorghiu-Dej Hajógyár | 2–1      | Bp. Vörös Lobogó |
| Bp. Honvéd             | 5–3      | Bp. Vasas        |

### Döntő
| 1953. december 20. | Bp. Honvéd                           | 7–1 | Gheorghiu-Dej Hajógyár | Sportuszoda Nézőszám: 2500 Játékvezetők: Boér János |
| 1953. december 20. | (5–1)                                |     |                        | Sportuszoda Nézőszám: 2500 Játékvezetők: Boér János |
| 1953. december 20. | Németh II 2 Hevesi 2 Svéda 2 Varga 1 |     | Kormányos 1            | Sportuszoda Nézőszám: 2500 Játékvezetők: Boér János |

A Bp. Honvéd kupagyőztes csapata: Bánhidi József — Hevesi István, Holop Miklós, Németh István, Sárszegi László, Svéda Gyula, Varga Gábor, edző: Brandi Jenő